# داریو کاتالدو
داریو کاتالدو (ایتالیایی: Dario Cataldo؛ زادهٔ ۱۷ مارس ۱۹۸۵) دوچرخه‌سوار اهل ایتالیا است.

## باشگاهی
از باشگاه‌هایی که در آن رکاب زده‌است می‌توان به تیم آستانه، لیکویگاس، تیم کوئیک‌استپ فلورز، و تیم اسکای اشاره کرد.